# 158-30鎮區 (明尼蘇達州伍茲湖縣)
158-30鎮區（英語：158-30 Township）是位於美國明尼蘇達州伍茲湖縣的一個行政鎮區。

## 地方資料
158-30鎮區的面積為92.30平方千米，皆為陸地。根據2020年美國人口普查的數據，當地共有人口23人，而人口密度為每平方千米0.25人。